# Ливингстон, Рон
Ро́нальд Джо́зеф Ли́вингстон (англ. Ronald Joseph Livingston; род. 5 июня 1967, Сидар-Рапидс, Айова) — американский актёр кино и телевидения, знакомый зрителям по ряду ролей: недовольного корпоративного сотрудника в картине «Офисное пространство»; писателя, одного из ухажёров Кэрри Брэдшоу в сериале «Секс в большом городе»; капитана Льюиса Никсона в приключенческом мини-сериале «Братья по оружию»; посредника ФБР Мэтта Фланнери из сериала «Переговорщики»; бортинженера Маддокса Доннера в фантастическом сериале «Притяжению вопреки».

## Биография
Рон Ливингстон родился 5 июня 1967 года в Сидар-Рапидсе (Айова, США). Его мать Линда — служитель лютеранской церкви, отец Курт — авиаинженер. Кроме Рона, в семье есть младшие братья Джон и Ник и сестра Дженнифер, профессии которых в будущем оказались схожими с выбранной карьерой Рона — братья тоже актёры, Дженнифер работает на телевидении.
Окончил местную высшую школу, а после Йельский университет со степенью бакалавра искусств в изучении театра и английской литературы. Учёба позволила Ливингстону принять участие в театральном фестивале Уильямстаун.
Получив образование, Ливингстон переехал в Чикаго, чтобы осуществить свою мечту — играть в театре.
Переезд дал свои положительные результаты — Ливингстон получил приглашения в различных театральных постановках, а главное, возможность работать в Театре Гудмана.
Первую телевизионную роль помогла получить комедия 1992 года «Разговор начистоту». Это был начальный опыт работы перед камерой. Несмотря на то, что роль была эпизодической, это дало дополнительную возможность понаблюдать за игрой уже известных на тот момент Долли Партон, Джеймс Вудса и Майкла Мэдсена.
Ливингстон переехал в Лос-Анджелес, где последовала роль в сериале «Некоторые люди называет это отточенным лезвием», в котором играл Билли Боб Торнтон, а также в драме «Собачья жизнь».
Первой серьёзной работой актёр называет фильм «Тусовщики», вышедший в 1996 году. Кроме опыта совместной работы с Джоном Фавро и Винс Воном, Ливингстон получил в этом фильме одну из главных ролей.
В 1999 году последовала главная роль в картине «Офисное пространство» режиссёра и сценариста Майка Джаджа. Партнёршей Ливингстона стала Дженнифер Энистон, известная на тот момент благодаря комедийному сериалу «Друзья».
Пробуя отойти от образа обаятельных парней, в 2002 году актёр взялся за роль голливудского агента в фильме «Адаптация», получившей Оскара в категории «Лучшая мужская роль второго плана» (Крис Купер).
В том же году Ливингстон оказался приглашённой звездой сериала «Секс в большом городе», став на несколько серий последнего сезона Джеком Бергером — возлюбленным главной героини Кэрри Брэдшоу в исполнении Сары Джессики Паркер.
В 2004 году Ливингстон снялся в комедии «Маленькая чёрная книжка».
В 2006 году вышел драматический фильм «Холли», рассказывающий о 12-летней вьетнамской девочке-проститутке, в котором Ливингстон сыграл главного героя по имени Патрик, пытающегося помочь ей избежать выселения из страны.
И снова возвращаясь к комедийным проектам, Ливингстон снялся в «Странных родственниках» — комедии с Дэнни Де Вито и Кэти Бэйтс.
В 2007 году актёр репетировал спектакль «В тёмном, тёмном доме», поставленный Бродвейским театром MCC Theater. С мая и до конца июля 2007 года шоу проходило в «Театре Люсилль Лортел» в Нью-Йорке.
В 2008 году Рон Ливингстон снялся в фантастической мелодраме «Жена путешественника во времени».
В 2010 году вышли сразу две комедии с участием Ливингстона — «На расстоянии любви» с Дрю Бэрримор и «Ужин с придурками» со Стивом Кареллом и Полом Раддом в главных ролях.

## Личная жизнь
Ливингстон был помолвлен с актрисой Лизой Шеридан.
2 ноября 2009 года Рон Ливингстон женился на Розмари Деуитт, с которой познакомился на съёмках сериала «Переговорщики» в 2006 году. Пара удочерила двух девочек — в 2013 и 2016 году.

## Фильмография
| Год       |     | Русское название                               | Оригинальное название            | Роль                    |
| --------- | --- | ---------------------------------------------- | -------------------------------- | ----------------------- |
| 1992      | ф   | Разговор начистоту                             | Straight Talk                    | солдат                  |
| 1994      | кор | Некоторые люди называет это отточенным лезвием | Some Folks Call It a Sling Blade | парень                  |
| 1995      | ф   | Собачья жизнь                                  | Low Life, The                    | Чед                     |
| 1995      | с   | Boенно-юридическая служба                      | JAG                              | капрал Дэвид Андерсон   |
| 1996      | ф   | Тусовщики                                      | Swingers                         | Роб                     |
| 1997      | ф   | Байки у костра                                 | Campfire Tales                   | Рик                     |
| 1997      | с   | Полицейский во времени                         | Timecop                          | Эллиотт Несс            |
| 1999      | ф   | Офисное пространство                           | Office Space                     | Питер Гиббонс           |
| 1999      | ф   | Неопровержимые улики                           | Big Brass Ring, The              | Шелдон Бакл             |
| 1999      | ф   | Обнажённые тела                                | Body Shots                       | Трент                   |
| 1999      | ф   | Двойная любовь                                 | Two Ninas                        | Марти                   |
| 2000      | ф   | Ритм                                           | Beat                             | Аллен Гинзберг          |
| 2000      | с   | Потом появился ты                              | Then Came You                    | Макс                    |
| 2000      | ф   | Шёпот ангелов                                  | A Rumor of Angels                | дядя Чарли              |
| 2001      | с   | Братья по оружию                               | Band of Brothers                 | капитан Льюис Никсон    |
| 2001—2002 | с   | Практика                                       | The Practice                     | Алан Лоу                |
| 2002      | ф   | Кот в мешке                                    | Buying the Cow                   | Тайлер Картер           |
| 2002      | ф   | Адаптация                                      | Adaptation                       | Marty Bowen             |
| 2002—2003 | с   | Секс в большом городе                          | Sex and the city                 | Джек Бергер             |
| 2003      | ф   | Тормоз                                         | Cooler, The                      | Ларри                   |
| 2004      | ф   | Зимнее солнцестояние                           | Winter Solstice                  | мистер Брикер           |
| 2004      | ф   | Маленькая чёрная книжка                        | Little Black Book                | Дерек                   |
| 2005      | ф   | Дьявол во плоти                                | Pretty Persuasion                | Перси Андерсон          |
| 2005—2005 | с   | Доктор Хаус                                    | House, M.D.                      | доктор Себастьян Чарльз |
| 2005—2007 | с   | Американский папаша!                           | American Dad!                    | Боб                     |
| 2006      | ф   | Странные родственники                          | Relative Strangers               | Ричард Клейтон          |
| 2006      | ф   | Холли                                          | Holly                            | Патрик                  |
| 2006—2007 | с   | Переговорщики (телесериал)                     | Standoff                         | Мэтт Фланнери           |
| 2007      | ф   | Музыка внутри                                  | Music Within                     | Ричард                  |
| 2008      | ф   | Вечеринка                                      | American Crude                   | Джонни                  |
| 2008      | ф   | Жена путешественника во времени                | Time Traveler's Wife, The        | Гомес                   |
| 2009      | с   | Притяжению вопреки                             | Defying Gravity                  | Маддокс Доннер          |
| 2010      | ф   | На расстоянии любви                            | Going the Distance               | Уилл                    |
| 2010      | ф   | Ужин с придурками                              | Dinner for Schmucks              | Колдвелл                |
| 2011      | ф   | 10 лет спустя                                  | Ten Year                         | Пол                     |
| 2011      | ф   | Прощание                                       | Leave                            | доктор Либерман         |
| 2011      | ф   | Королевы кантри                                | Queens of Country                | Ренс МакКой             |
| 2012      | ф   | Странная жизнь Тимоти Грина                    | Odd Life of Timothy Green, The   | Franklin Crudstaff      |
| 2012      | тф  | Игра изменилась                                | Game Change                      | Марк Уоллес             |
| 2013      | ф   | Трогательное чувство                           | Touchy Feely                     | Эдриан                  |
| 2013      | ф   | Собутыльники                                   | Drinking Buddies                 | Крис                    |
| 2013      | ф   | Заклятие                                       | The Conjuring                    | Роджер Перрон           |
| 2013      | ф   | Парклэнд                                       | Parkland                         | Джеймс Хости            |
| 2013      | с   | Подпольная империя                             | Boardwalk Empire                 | Рой Филлипс             |
| 2015      | ф   | Каникулы                                       | Vacation                         | Итан                    |
| 2016      | ф   | 5-я волна                                      | The 5th Wave                     | Оливер Салливан         |
| 2016—2021 | с   | В поиске                                       | Search Party                     | Кит Пауэлл              |
| 2016—2017 | с   | Отвязный Дайс                                  | Dice                             | Сидни Стайн             |
| 2017      | ф   | Счастливчик                                    | Lucky                            | Бобби Лоуренс           |
| 2017—2020 | с   | Лаудермилк                                     | Loudermilk                       | Сэм Лаудермилк          |
| 2018      | с   | Миллион мелочей                                | A Million Little Things          | Джон                    |
| 2018      | ф   | Талли                                          | Tully                            | Дрю Моро                |
| 2018      | ф   | Во всё тяжкое                                  | The Professor                    | Генри Райт              |
| 2021      | ф   | Нежный бар                                     | The Tender Bar                   |                         |
| 2023      | ф   | Флэш                                           | The Flash                        | Генри Аллен             |

## Премии и награды
2002 год — «Золотой Глобус» за Лучшую мужскую роль второго плана в мини-сериале «Братья по оружию»